# پاپاراتزی

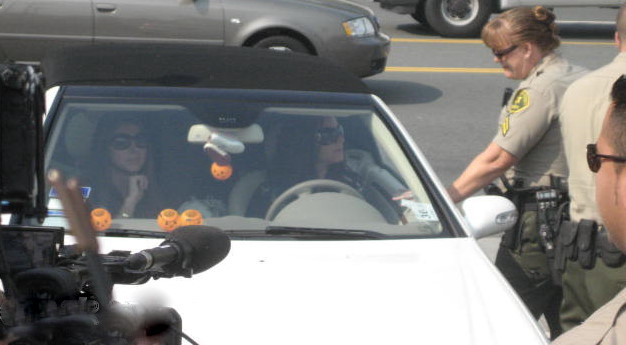
بریتنی اسپیرز در محاصره پاپاراتزی

پاپاراتْزی (به ایتالیایی: Paparazzi) به عکاسانی گفته می‌شود که کارشان تهیهٔ عکس‌های جنجالی از چهره‌های سرشناس به‌ویژه هنرمندان و ورزشکاران و نیز خانواده و نزدیکان آنان و فروش این تصاویر به مجلات مختلف است. معمولاً پاپاراتزی‌ها عکس‌های موردنظر خود را در مکان‌های عمومی می‌گیرند. برای این منظور، با به‌دست‌آوردن سرنخ‌هایی از برنامه‌های عمومی یا خصوصیِ یک چهرهٔ سرشناس، این عکاسان در مکان و زمان موردنظر حاضر می‌شوند و عکس‌های عامه‌پسندی از این شخصیت‌های محبوب تهیه می‌کنند.
در سال ۲۰۰۵ یکی از پاپاراتزی‌ها ادعا می‌کرد: «اگر تصویری از بریتنی اسپیرز و نوزادش به دست بیاورم، می‌توانم در آن تپه‌ها (سان‌ست بلوار) خانه ای بخرم.»

## واژه‌شناسی
«پاپاراتزی» (به ایتالیایی: paparazzi) یک کلمهٔ جمع در زبان ایتالیایی است و مفرد مذکر آن «پاپاراتزو» (به ایتالیایی: paparazzo) و مفرد مؤنث آن پاپاراتزا (paparazza) است. این واژه از سال ۱۹۶۰ به‌بعد، با به نمایش درآمدن فیلم سینمایی زندگی شیرین اثر فدریکو فلینی بر سر زبان‌ها افتاد. در این فیلم، عکاسی بود که کارگردان نامش را «پاپاراتزی» گذاشته بود. این شخصیت فیلم با الهام از شخصیت عکاس واقعی به نام تازیو سکیارولی (۱۹۲۵–۱۹۹۸) بازسازی شده بود. این واژه در یکی از گویشهای ایتالیایی به پشه‌های سمج و مزاحم گفته می‌شود.